# Liste der Museen in Luxemburg
Dies ist die Liste der Museen im Großherzogtum Luxemburg, geordnet nach den Städten und Gemeinden.

## Museen inLuxemburg (Stadt)

### Staatliche Museen
Museen in der Hauptstadt Luxemburg Sieben Luxemburger Museen (Statermuséeën) zur Museumsmeile zusammengeschlossen.
|                                      | Museum | Gegründet | Förderer                                                    | Typ                 | Besucher (2012) | Webseite                                          | Freier Eintritt                                            |
| ------------------------------------ | --- | --------- | ----------------------------------------------------------- | ------------------- | --------------- | ------------------------------------------------- | ---------------------------------------------------------- |
| Nationalmuseum für Naturgeschichte   | Nationalmuseum für Naturgeschichte Musée National d'histoire naturelle (MNHN)                                       | 1854      |                                                             | Naturkundemuseum    | [ 3 ]           | https://www.mnhn.lu/de/                           | dienstags 18h-20h                                          |
|                                      | Nationalmuseum für Geschichte und Kunst Musée National d'Histoire et d'Art (MNHA)                                   | 1922      | Les amis des musées d'art et d'histoire Luxembourg A.S.B.L. | Historisches Museum | [ 3 ]           | https://www.mnha.lu/                              | permanente Ausstellung: gratis sonst: donnerstags: 17h-20h |
| Casino Luxembourg                    | Casino Luxembourg - Forum für zeitgenössische Kunst Casino Luxembourg – Forum d’art contemporain                    | 1995      |                                                             | Kunsthalle          | 23.169          | https://www.casino-luxembourg.lu/                 | immer siehe Öffnungszeiten                                 |
| Geschichtsmuseum der Stadt Luxemburg | Historisches Museum der Stadt Luxemburg Musée d'Histoire de la Ville de Luxembourg (MHVL)                           | 1996      |                                                             | Heimatkundemuseum   | 42.334          | https://citymuseum.lu/                            | donnerstags: 17h-20h                                       |
| Museum für Moderne Kunst             | Museum für moderne Kunst Grand-Duc Jean Musée d’Art Moderne Grand-Duc Jean (MUDAM)                                  | 2006      |                                                             | Kunstmuseum         | 76.445          | https://www.mudam.com/                            | mittwochs: 18h-21h                                         |
| Villa Vauban                         | Villa Vauban - Kunstmuseum der Stadt Luxemburg Villa Vauban – Musée d’Art de la Ville de Luxembourg                 | 2010      |                                                             | Kunstmuseum         | 22.703          | https://villavauban.lu/                           | freitags: 18h-21h                                          |
| Dräi Eechelen                        | Museum Dräi Eechelen - Festung, Geschichte, Identitäten Musée Dräi Eechelen - Forteresse, Histoire, Identités (M3E) | 2012      |                                                             | Heimatkundemuseum   | 40.000          | https://m3e.public.lu/                            | permanente Ausstellung: gratis                             |
|                                      | Kunstgalerie am Tunnel                                                                                              | 1995      | BCEE                                                        | Kunstmuseum         |                 | https://www.bcee.lu/fr/..../la-galerie-am-tunnel/ |                                                            |
|                                      | Nationalmuseum der Luxemburger Gendarmerie und Polizei                                                              |           |                                                             |                     |                 | http://www.gendarmerie.lu/                        |                                                            |
|                                      | Post- und Fernmeldemuseum Luxemburg                                                                                 |           |                                                             |                     |                 |                                                   | geschlossen ?                                              |
|                                      | Museum und Gedenkstätte der Umsiedlung                                                                              |           |                                                             |                     |                 | https://secondeguerremondiale.public.lu/fr.html   |                                                            |
|                                      | Straßenbahn- und Busmuseum                                                                                          |           |                                                             |                     |                 | https://www.vdl.lu/fr/.../musee-de-tramways...    | immer siehe Öffnungszeiten                                 |
|                                      | Gesamt | Gesamt    | Gesamt                                                      | Gesamt              | 280.701         |                                                   |                                                            |

## Museen in anderen Städten und Gemeinden

### Bad Mondorf
- Luxemburgisches Luftfahrtmuseum

### Bech-Kleinmacher
- Freilichtmuseum Winzerhaus A Possen

### Beles
- Kultur- und Geschichtshaus A Gadder

### Binsfeld (Weiswampach)
- Museum A Schiewesch

### Clerf
Museen im Schloss Clerf
- Museum der Ardennenoffensive
- Museum der Modelle der Burgen und Schlösser Luxemburgs
- The Family of Man

### Diekirch
Museen in Diekirch
- Brauereimuseum Diekirch
- Geschichtsmuseum der Stadt Diekirch (MHSD)
- Nationales Konservatorium für Historische Fahrzeuge (CNVH)
- Nationales Museum für Militärgeschichte (MNHM)

### Differdingen
- Dokumentationszentrum für menschliche Migrationen
- Eugène Pesch Museum
- Eisenbahn- und Industriepark Fond-de-Gras

### Echternach
Museen in Echternach
- Abteimuseum Echternach
- Didaktisches Römermuseum
- Prähistorisches Museum Echternach

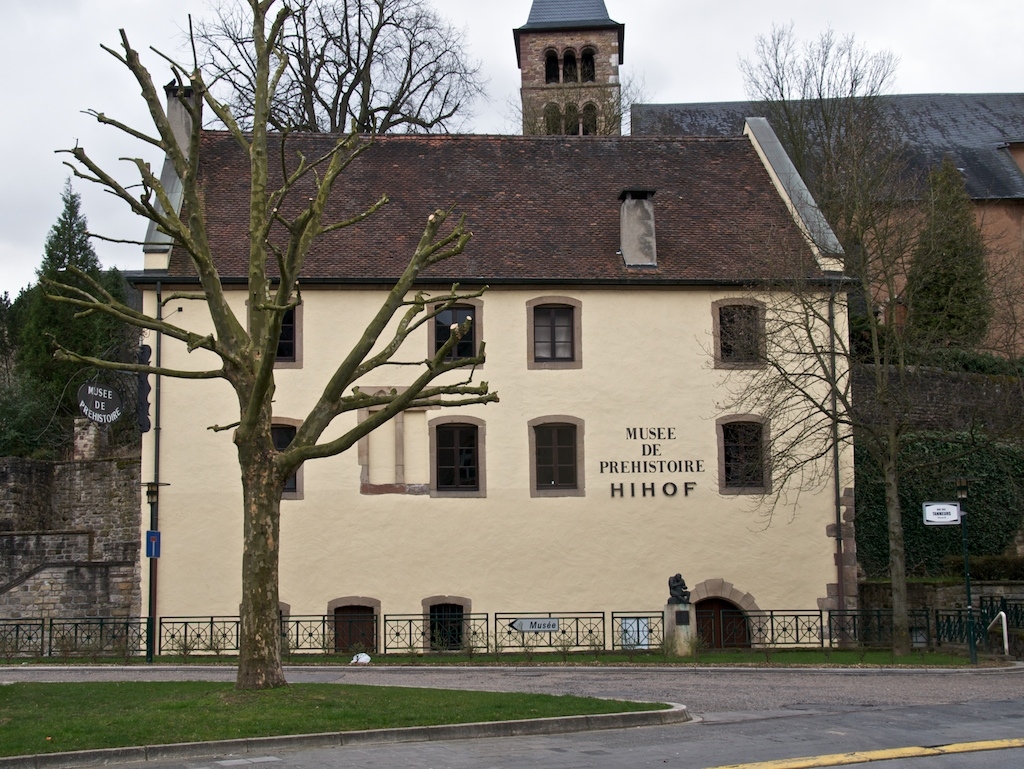
Prähistorisches Museum Echternach

- Dokumentationszentrum über die Springprozession
- Museum der ländlichen Architektur

### Esch an der Alzette
- Musée National de la Résistance et des Droits Humains
- Zoll- und Verbrauchersteuermuseum Esch-sur-Alzette
- Konschthal Esch

### Ettelbrück
- General Patton Memorial Museum Ettelbrück

### Grevenmacher
- Druckereimuseum Grevenmacher
- Spielkartenmuseum

### Kehlen
- Töpfereimuseum Nospelt

### Munshausen
- Freilichtmuseum Robbesscheier

### Rambruch
- 385th Bomb Group Memorial Museum Perl

### Roeser
- Bauern- und Kutschenmuseum Freilichtmuseum Peppingen (Luxemburg)

### Rosport

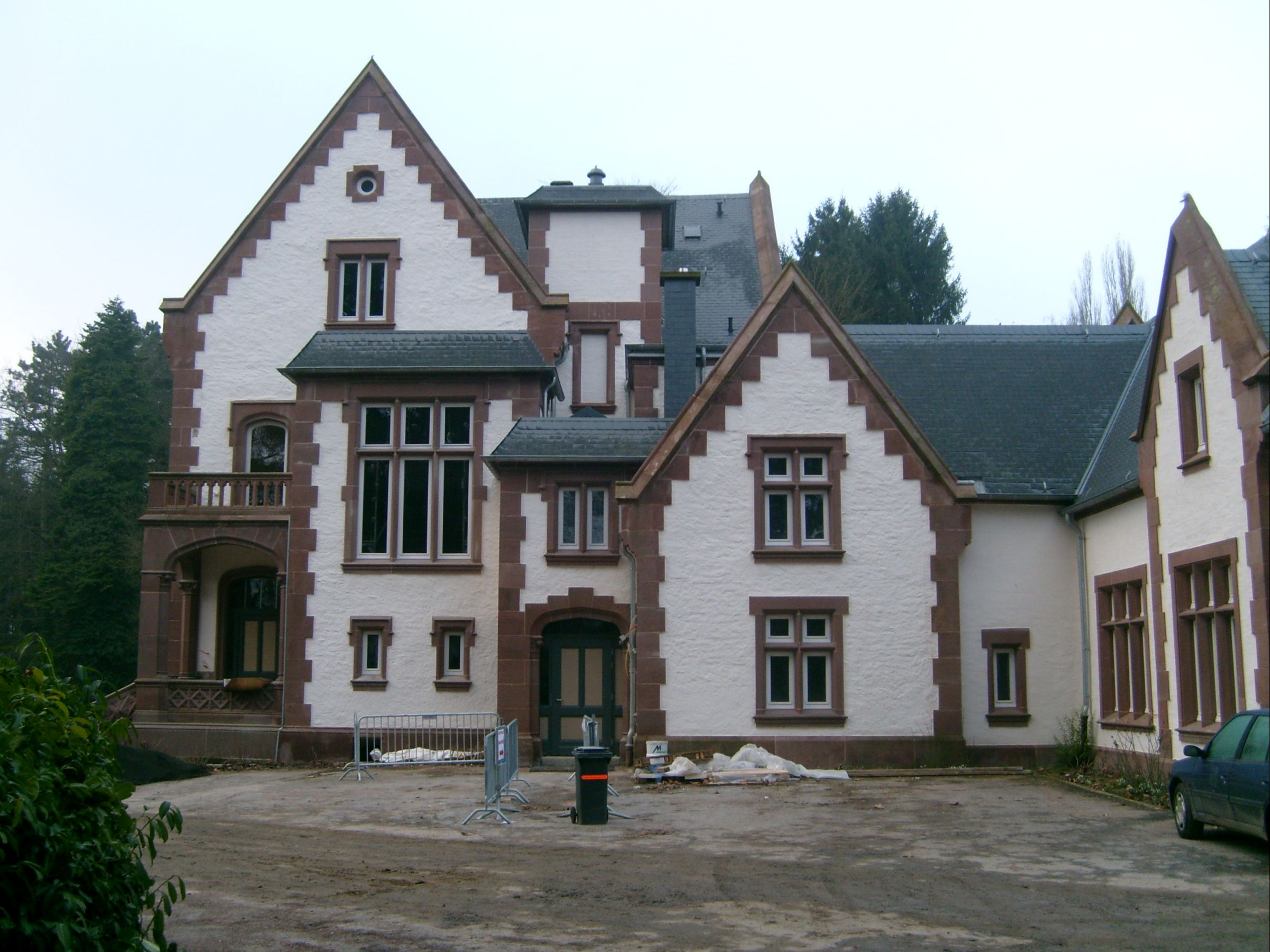
Henri Tudor-Haus Rosport

- Henri-Tudor-Museum

### Rümelingen
- Nationales Museum der luxemburgischen Eisenerzgruben

### Schengen
- Europäisches Museum Schengen

### Senningen(Niederanven)
- Feuerwehrmuseum Senningen

### Vianden
Museen in Vianden

Kupfergrube Stolzemburg

- Geschichtsmuseum der Stadt Vianden
- Burgmuseum
- Victor-Hugo-Museum
- Kupfergrube Stolzemburg
- Karikatur- und Cartoon-Museum

### Wahl
- Landmuseum Freilichtmuseum Thillenvogtei

### Weiswampach
- Landmuseum "A Schiewesch" Binsfeld

### Wellenstein
- Wein- und Folkoremuseum

### Wiltz
- Brauereimuseum Wiltz
- Museum der Ardennenoffensive
- Musikmuseum Wiltz

### Wormeldange

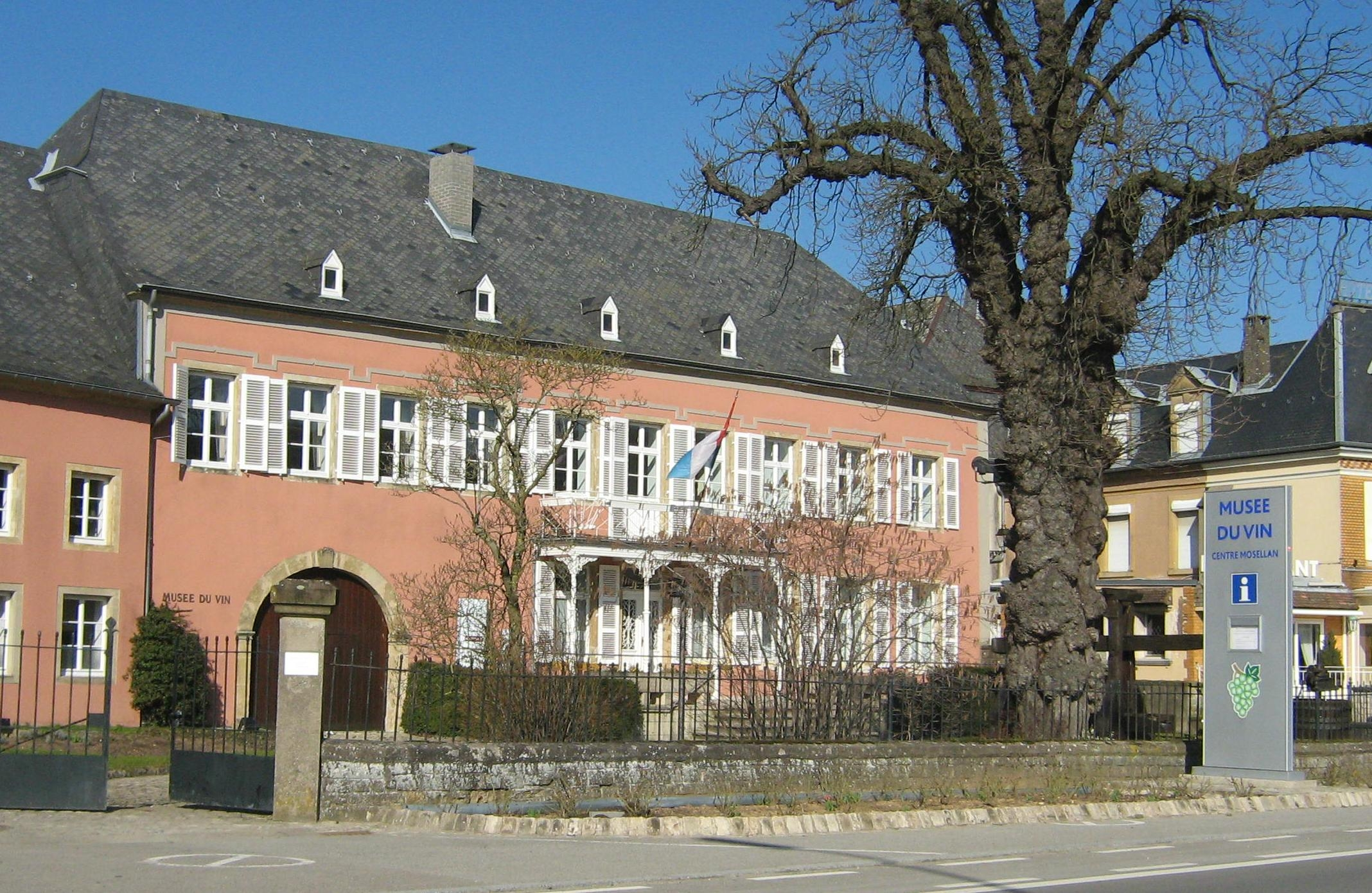
Weinmuseum Ehnen

- Weinmuseum Ehnen